# Leur morale... et la nôtre (film, 2008)
Pour les articles homonymes, voir Leur morale et la nôtre (homonymie).
Pour plus de détails, voir Fiche technique et Distribution.
Leur morale... et la nôtre est une comédie française réalisée par Florence Quentin sortie le 27 août 2008.

## Synopsis
On peut être un couple de bons Français, toujours amoureux, parents modèles, travailleurs et économes jusqu'à la manie et écouler au noir dans le sous-sol de sa villa de Perpignan hyper sécurisée, des godasses de son ancien magasin et des produits " satisfaits ou remboursés " qu'on détourne dans tous les supermarchés de la région. À chacun sa morale ! On peut être des voisins affectueux qui bichonnent la vieille voisine qui vous fait miroiter son petit héritage et l'empoisonner pour deux euros cinquante en lui fourguant bêtement une paella royale, pas très fraîche. À chacun sa morale !Mais quand tombe du ciel un héritier de la voisine qui vient s'installer dans sa maison et qu'il est arabe !! Alors là, tous les coups sont permis, car c'est bien connu, il y a les honnêtes gens et les autres. Mais où est la morale dans tout cela ? Pas toujours où l'on croit.

## Fiche technique
- Réalisation : Florence Quentin
- Scénario : Florence Quentin et Alexis Quentin
- Décors : Katia Wyszkop et Gérard Marcireau
- Costume : Jackie Budin Whitfield
- Photo : Pascal Gennesseaux
- Montage : Jennifer Augé
- Casting : Stéphane Foenkinos
- Musique : Jean-Claude Vannier
- Producteur : Jean-Louis Livi
- Sociétés de production : F comme Film, Gaumont, France 2 Cinéma, Canal+, TPS Star, Uni Etoile 6, SGAM AI Cinéma 1
- Distribution : Gaumont Distribution, Odeon (Grèce)
- Pays d'origine :  France
- Langue : français
- Format : couleur - 1,85:1 - 35 mm - DTS
- Genre : comédie
- Durée : 100 minutes
- Date de sortie : 2008
- Budget : 8,25 M €
- Box-office France : 159 885 entrées
- Date de sortie : France : 27 août 2008

## Distribution
- André Dussollier : André
- Victoria Abril : Murielle, la femme d'André
- Samir Guesmi : Boualem Malik, le voisin « suspect »
- Micha Lescot : Maxime, le fils d'André et de Murielle
- Raphaël Mezrahi : maître Allari
- Françoise Bertin : Sabine Lamour, la voisine
- Catherine Hosmalin : Mme Fandango, la forte femme du voisinage
- Michel Muller : Bricol, le manager de l'hypermarché
- Olivier Delor : voisin 1
- Jean-François Gallotte : voisin 2
- Luc Palun : voisin 3
- Isabelle Caubère : le commissaire
- Hamid Benrahhalate : un figurant derrière la caméra
- Stéphane Foenkinos : Barman chic
- Hélène Viaux : Collaboratrice de Bricol
- Roland Menou : Employé 1
- Alexandre Jazede : Employé 2
- Émilie Cazenave : Caissière 11
- Aurélie Saada : Caissière 12 (Jennifer)
- Geoffroy Rondeau : Jeune Croix Rouge
- Marie Gili-Pierre : Belle-fille Maduran
- Nicolas Guillot : Le portier
- Anne-Valérie Soler : La dame aux enfants
- Janine Fabre : Cliente 1
- Sabine Belmonte : Cliente 2
- Patrice Abbou : Inspecteur frisé
- Cédric Vieira : Inspecteur des Stups
- David Capelle : Inspecteur 1
- Etienne Guiraud : Inspecteur 2
- Patricia Di Fraja : Inspecteur 3
- Joakim Latzko : Inspecteur réquisition 1
- Baptiste Nicolaï : Auxiliaire réquisition
- Benhaïssa Ahouari : Meuvé
- Vincent Verdier : Inspecteur réquisition 2
- Quentin Darmon : Fils de Bricol
- Audrey Fleurot : Héroïne série télé
- Stéphane Ségura : Voisin tarama
- Patrick Rameau : Médecin légiste
- Tarak Ben Ammar : Le cousin de Me Allari (voix)
- Oscar Bradley : Jeune de la Bastide
- François Dougarem : Jeune de la Bastide
- Ibrahim Halaïli : Jeune de la Bastide
- Djilali Koubladji : Jeune de la Bastide
- Aïssa Missoum : Jeune de la Bastide
- Maxime Samperiz : Jeune de la Bastide
- Emile Santiago : Jeune de la Bastide
- Abdessamad Touati : Jeune de la Bastide
- Yacine Sabri : Enfant de la dame
- Hakim Sabri : Enfant de la dame

## Production
Le film est tourné dans les Pyrénées-Orientales, à Passa pour les scènes d'intérieur, et à Perpignan et Canet-en-Roussillon pour les quelques scènes d'extérieur.